# Dimethyl-4-fenylendiamin
Dimethyl-4-fenylendiamin je organická sloučenina používaná k urychlování vulkanizace kaučuku.

## Výroba
Dimethyl-4-fenylendiamin se vyrábí nitrosylací dimethylanilinu a následnou redukcí.

## Použití
Dimethyl-4-fenylendiamin lze reakcí s dimethylanilinem a thiosíranem sodným v několika krocích přeměnit na methylenovou modř.
Dalším využitím je urychlování vulkanizace kaučuku, kdy se dimethyl-4-fenylendiamin nejprve přemění na příslušný merkaptobenzothiazol: